# The Atlantic (album)
The Atlantic je jedenácté studiové album švédské progresivní metalové hudební skupiny Evergrey. Vydáno bylo 25. ledna 2019 u společnosti AFM Records. O míchání a mastering se ve studiu postaral producent Jacob Hansen. Textově se jedná o třetí díl konceptu alb pojednávajících o různých aspektech mezilidských vztahů. S tímto konceptem souvisí přebal alba znázorňující rozbouřené moře, starou loď a hrad s havraní hlavou. Autorem tohoto díla je umělec Giannis Nakos.

## Seznam skladeb
| Pořadí         | Název             | Délka |
| -------------- | ----------------- | ----- |
| 1.             | A Silent Arc      | 7:47  |
| 2.             | Weightless        | 6:41  |
| 3.             | All I Have        | 6:15  |
| 4.             | A Secret Atlantis | 5:30  |
| 5.             | The Tidal         | 1:06  |
| 6.             | End of Silence    | 4:45  |
| 7.             | Currents          | 5:29  |
| 8.             | Departure         | 6:30  |
| 9.             | The Beacon        | 5:23  |
| 10.            | This Ocean        | 4:30  |
| Celková délka: | Celková délka:    | 53:56 |

## Obsazení
- Tom S. Englund – zpěv, kytara
- Henrik Danhage – kytara, doprovodný zpěv
- Rikard Zander – klávesy, doprovodný zpěv
- Johan Niemann – basová kytara, doprovodný zpěv
- Jonas Ekdahl – bicí